# Samaropsis
Samaropsis — форма роду, названа Геппертом у 1864 році. Пізніше Сьюарт (1917) перевизначив таксон, щоб позначити лише насіння.

## Місце знаходження
У Бразилії викопні види S. gigas, S. kurtzii, S. millaniana, S. rigbyi, S. seixasi були знайдені в місті Маріана Піментел, штат Ріо-Гранді-ду-Сул. Скам'янілості знайдені в оголенні Морро-Папалео, формації Ріо-Боніто, і датуються сакмарським етапом пермського періоду. Знаходиться в геопарку Палеоррота.